# Jozef Pichňa
Jozef Pichňa (* 9. prosince 1959) je bývalý slovenský fotbalista.

## Fotbalová kariéra
V československé lize hrál za Spartak Trnava. Nastoupil ve 32 ligových utkáních a dal 2 góly. V nižších soutěžích hrál i za Slovan Agro Levice.

## Ligová bilance
| Ročník                                   | Zápasy | Góly | Klub           |
| ---------------------------------------- | ------ | ---- | -------------- |
| 1. československá fotbalová liga 1981/82 | 12     | 1    | Spartak Trnava |
| 1. československá fotbalová liga 1982/83 | 20     | 1    | Spartak Trnava |
| CELKEM                                   | 32     | 2    |                |